# DIVE
DIVE (Direct Interface Video Extensions) je multimediální technologie umožňující programátorům snížit množství systémových režijních operací v systému OS/2 tím, že obchází jeho grafické rozhraní (GPI) a zapisuje přímo do bitové mapy. Kompletní bitové obrázky přenáší pomocí optimalizovaných funkcí do obrazové vyrovnávací paměti. DIVE má vlastnosti, které odpovídají technologii WinG firmy Microsoft. Navíc se v některých parametrech silně přibližuje technologii DirectX, která se stala součástí operačních systémů Windows 95/NT. V aplikacích DIVE poskytuje následující výhody:

## Rychlost
Chcete-li vytvořit náročnější akční hru, bez technologie DIVE nemáte šanci na úspěch. V grafickém prostředí OS/2 prostě neexistuje jiná efektivní metoda, schopná vaši grafiku či animaci rychle dopravit na pracovní plochu. Standardní aplikační rozhraní (GPI) je totiž relativně pomalé, a proto nevhodné pro moderní multimediální hry užívající bitmapové animace a sprajty. DIVE také vývojáři umožní složit na pozadí jednotlivé bitmapy a výsledný kompletní obrázek vrhnout na obrazovku.

## Integrace
S DIVE můžete rychlé hry nejen vytvářet, ale také je bezešvým způsobem integrovat do grafického prostředí WPS. Zatímco spuštěná hra běží v aplikačním okně, uživatel se může přepínat mezi mnoha dalšími aplikacemi pouhým stisknutím tlačítka myši.

## Podpora barev
V rámci vývoje nové hry se programátor může zaměřit pouze na jeden barevný formát a DIVE automaticky zajistí převody do všech ostatních formátů (10 vstupních a 5 výstupních). DIVE podporuje osmi až 32bitovou hloubku barev v aplikačním okně nebo v režimu celé obrazovky.

## EnDIVE
EnDIVE (Enhanced Direct Interface Video Extensions) je technologie významně rozšiřující původní DIVE o mnoho nových funkcí s prefixem DEVESC_, které nabízejí detailní informace o barevných formátech podporovaných hardwarem, efektivní řízení obrazové paměti a zpracování dynamických video sekvencí v režimu celé obrazovky. V principu jde druhou verzi technologie DIVE. 